# Anaperochernes
Anaperochernes es un género de arácnido  del orden Pseudoscorpionida de la familia Chernetidae.

## Especies
Las especies de este género son:
- Anaperochernes ambrosianus Beier, 1964
- Anaperochernes chilensis Beier, 1964
- Anaperochernes debilis Beier, 1964
- Anaperochernes margaritifer Mahnert, 1985